# ایستگاه متروی دگنهام هیتوی
ایستگاه متروی دگنهام هیتوی (انگلیسی: Dagenham Heathway tube station) یکی از ایستگاه‌های خط ناحیه متروی لندن است.
این ایستگاه که در ناحیه دگنهام قرار دارد در سال ۱۹۳۲ میلادی تأسیس شده است.